# Zandvoort
Zandvoort és un municipi de la província d'Holanda del Nord, al centre-oest dels Països Baixos. L'1 de gener de 2009 tenia 16.616 habitants repartits per una superfície de 44,34 km² (dels quals 12,25 km² corresponen a aigua). Limita al nord i est amb Bloemendaal i al sud amb Noordwijk.

## Centres de població
Bentveld i Zandvoort.

## Ajuntament
El consistori està format per 17 regidors repartits:
- VVD 5 regidors
- OPZ, 4 regidors
- PvdA 3 regidors
- CDA 2 regidors
- SP 1 regidors
- GBZ, 1 regidor
- GroenLinks 1 regidor

## Personatges il·lustres
- Jan Lammers, corredor de cotxes
- Roy Schuiten, ciclista